# Aviyahu Nimny
Avi Nimny (Tel-Aviv, 26 d'abril de 1972) és un exfutbolista i entrenador israelià, que jugava de migcampista.
Va despuntar al Maccabi Tel Aviv, equip en el qual ha disputat gairebé tota la seua carrera. Ha estat un dels millors jugadors de la lliga del seu país en la dècada dels 90, tot i que no ha pogut triomfar a l'estranger. El 1998 va provar sort a l'Atlètic de Madrid de la lliga espanyola, i el 1999 al Derby County FC anglès.
Ha estat internacional per Israel en 80 ocasions, marcant fins a 17 gols.
Després de retirar-se el 2008, Nimny s'ha fet càrrec de la direcció del Maccabi Tel Aviv.

## Títols

### Com a jugador
- Israeli Premier League (4):
  - 1991/92, 1994/95, 1995/96, 2002/03
- State Cup (4):
  - 1993/94, 1995/96, 2000/01, 2001/02
- Toto Cup (2):
  - 1992/93, 1998/99

### Com a entrenador
- Toto Cup (1):
  - 2008/09